# Erupcja wulkanu

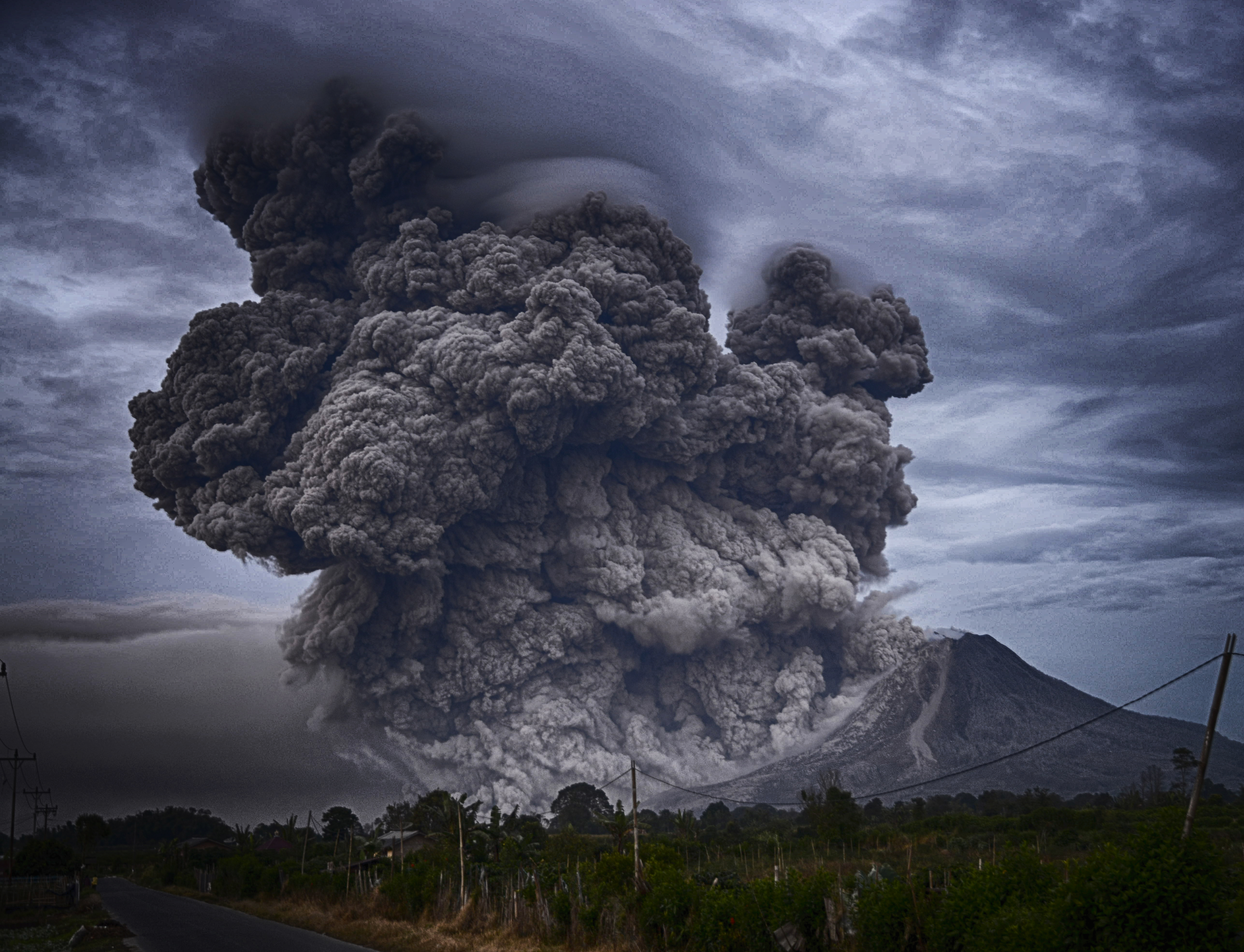
Erupcja wulkanu Sinabung w 2016 r.

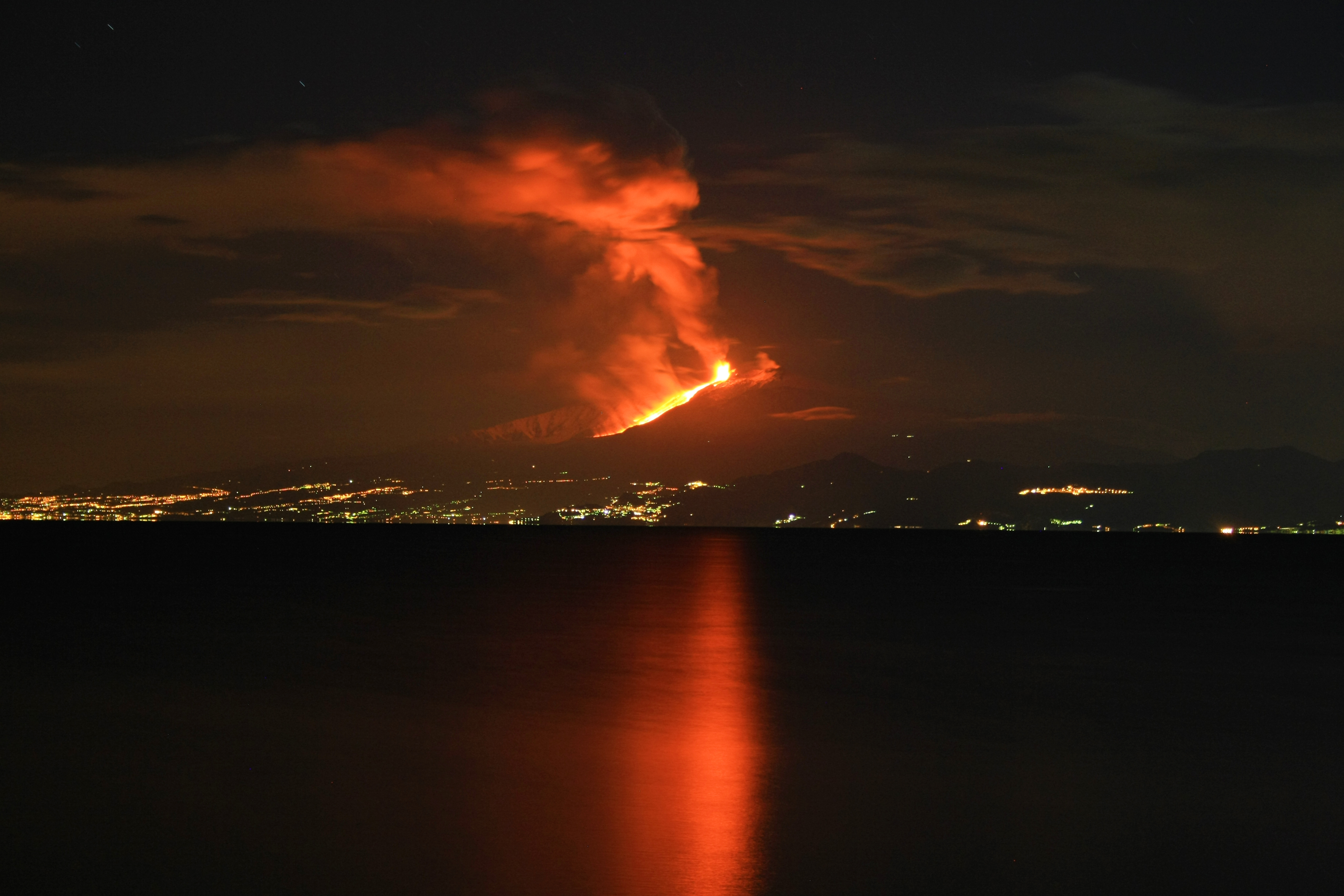
Erupcja wulkanu Etna w 2011 r.

Erupcja wulkanu, wybuch wulkanu – zjawisko wydostawania się na powierzchnię Ziemi lub do atmosfery jakiegokolwiek materiału wulkanicznego (magmy, materiałów piroklastycznych, substancji lotnych: gazów, pary).
Ze względu na formę erupcji wyróżnia się:
- erupcje centralne (erupcje punktowe) – najczęstszy obecnie typ erupcji, podczas której materiał wulkaniczny wydobywa się punktowo z krateru wulkanicznego lub jego najbliższego sąsiedztwa;
- erupcje linearne (erupcje linijne, erupcje szczelinowe) – materiał wulkaniczny, głównie lawa bazaltowa wydobywa się wzdłuż szczelin w skorupie ziemskiej. W przeszłości geologicznej takie erupcje były powszechne, w ich wyniku powstały rozległe pokrywy lawowe (trapy);
- erupcje podmorskie, które mają miejsce na dnie morskim, częstym ich produktem są lawy poduszkowe. W wyniku nagromadzenia materiałów wulkanicznych pochodzących z takich erupcji powstają wyspy wulkaniczne;
- erupcje arealne – znane z przeszłości geologicznej, polegały na wydobywaniu się magmy nie kominem wulkanicznym, lecz na całej rozległej powierzchni, np. wskutek przetopienia skał nadkładu (nazwą erupcji arealnej określa się również wybuch wielu wulkanów na jakimś obszarze, zasilanych ze wspólnej komory wulkanicznej);
- erupcje freatyczne (hydroerupcje) – spowodowane ciśnieniem pary wodnej powstałej w wyniku kontaktu wód powierzchniowych lub wód podziemnych z magmą lub rozgrzanymi przez nią skałami.

W zależności od rodzaju materiału wydostającego się podczas erupcji wyróżnia się:
- efuzje (erupcje wylewne, erupcje lawowe) – wydobywa się lawa pod wpływem pęknięcia skorupy i przemieszczania się jej ku powierzchni Ziemi (dwa rodzaje wulkanów: tarczowe i kopułowe);
- erupcje eksplozywne – wydobywają się materiały piroklastyczne i produkty lotne, ma to zazwyczaj gwałtowny charakter;
- erupcje mieszane – dostarczają jednocześnie lawy, materiałów piroklastycznych i materiałów lotnych.

Wybuchom wulkanów często towarzyszą trzęsienia ziemi.

## Typy erupcji wulkanicznej
Typy erupcji wulkanicznej są dzielone na podstawie siły wybuchu i częstotliwości występowania.
Podział erupcji:
| Typ                   | Opis | Ilustracja |
| --------------------- | --- | ---------- |
| erupcja hawajska      | Lawa wydobywająca się z krateru jest rzadka i ruchliwa, i wylewa się swobodnie. Charakteryzuje się spokojnym przebiegiem. Co jakiś czas gazy znajdujące się w magmie mogą wyrzucać w górę fontanny ciekłej lawy.                                                                                     |            |
| erupcja strombolijska | wyróżnia się gwałtownymi eksplozjami rozżarzonej lawy, zastygającej w powietrzu i natychmiast opadającej u podnóży wulkanu jako bomby wulkaniczne. |            |
| erupcja peleańska     | tego typu erupcje występują, gdy magma osiąga dużą lepkość a zjawisku towarzyszą bardzo gorące chmury popiołów i gazów, opadające po zboczu z dużą prędkością. |            |
| erupcja wulkaniczna   | najczęstszy rodzaj erupcji wulkanicznej, charakteryzujący się gęstą i lepką lawą blokującą ujście gazom z krateru, co w rezultacie powoduje sporadyczne lecz gwałtowne eksplozje. |            |
| erupcja pliniańska    | najniebezpieczniejszy rodzaj erupcji powodujący największe szkody. Przykładem takiego wybuchu wulkanu była erupcja Wezuwiusza w 79 roku, Tambora w 1815 roku, Krakatau w 1883 roku i Góry Świętej Heleny w 1980 roku. Podczas takiego wybuchu wulkan może wyrzucić w powietrze 2/3 swojej objętości. |            |